# Jezioro Łączyńskie
Jezioro Łączyńskie (kaszb. Łãczënscze Jezoro) – jezioro stanowi jedną z zachodnich zatok jeziora Raduńskiego Dolnego na obszarze Pojezierza Kaszubskiego w powiecie kartuskim (województwo pomorskie). Jezioro znajduje się na zachodnim skraju Kaszubskiego Parku Krajobrazowego i łączy się z pozostałym akwenem jezior Kółka Raduńskiego poprzez Jezioro Nierzostowo i wąski przesmyk wodny ograniczony z dwóch stron przez półwyspy Hel (wysokość 32,2 m nad taflą jeziora, długość 1,6km i szerokość 200 metrów) i Knycke (Kciuk) (wysokość 34 m nad taflą jeziora, długość 0,4 i szerokość 200 metrów).
Ogólna powierzchnia: 25 ha, maksymalna głębokość: 17 m. w.